# 3446 Combes
3446 Combes (1942 EB) là một tiểu hành tinh vành đai chính được phát hiện ngày 12 tháng 3 năm 1942 bởi Karl Wilhelm Reinmuth ở Heidelberg.